# Leo Mol

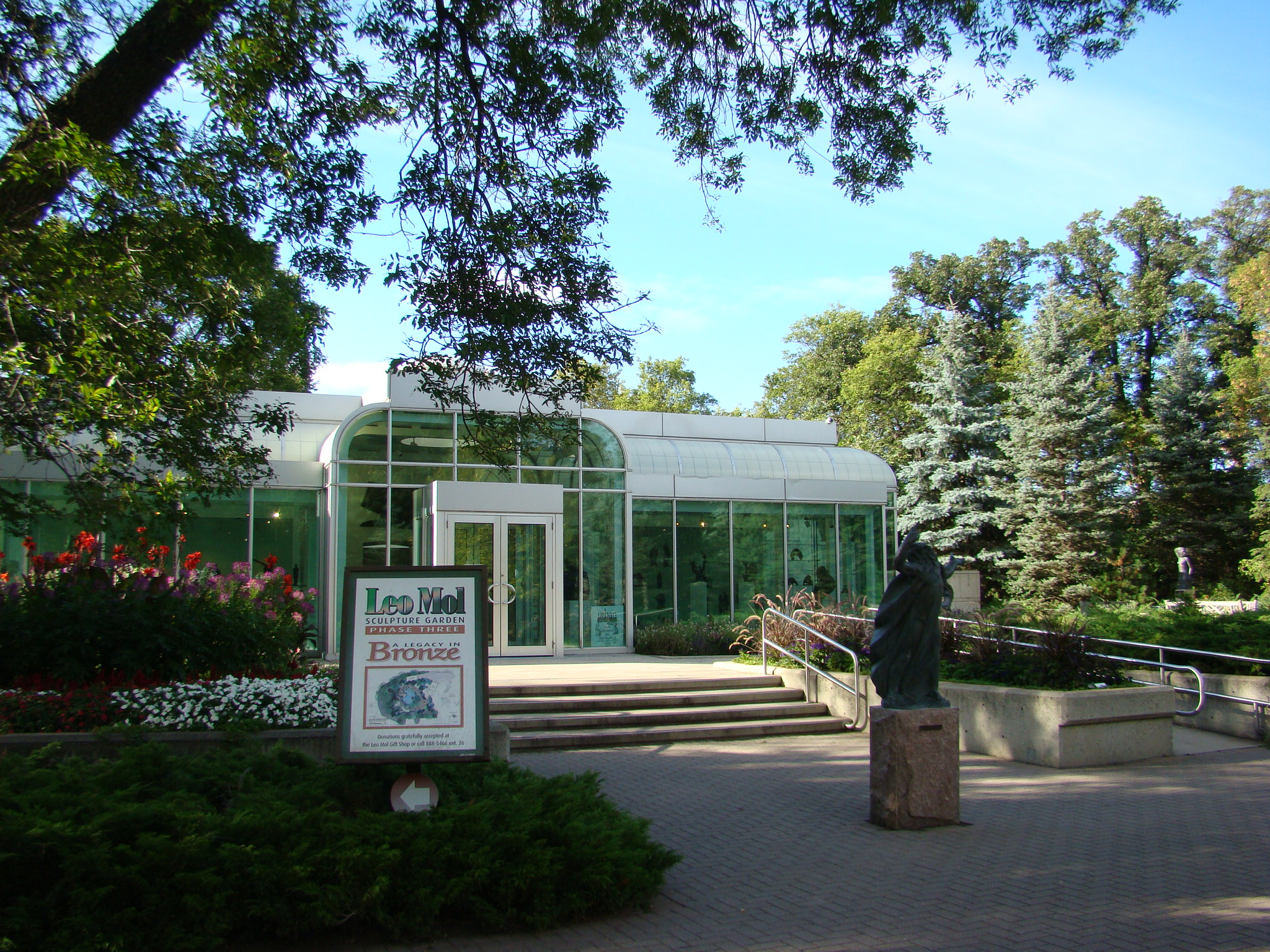
Entrata del Leo Mol Sculpture Garden

Leonid Molodozhanyn, noto come Leo Mol, (Polonne, 15 gennaio 1915 – Winnipeg, 4 luglio 2009) è stato uno scultore, vetraio, artista e pittore ucraino naturalizzato canadese.

## Biografia
Nato Leonid Molodozhanyn a Polonne, nell'allora Impero russo (ora Ucraina), Mol imparò l'arte della ceramica nel laboratorio di ceramica di suo padre. Mol studiò scultura all'Accademia delle arti di Leningrado dal 1936 al 1940.
In seguito all'invasione tedesca dell'Unione Sovietica fu deportato in Germania, dove subì l'influenza di Arno Breker. Nel 1945 si trasferì a L'Aia e nel dicembre 1948 lui e sua moglie Margareth (che sposò nel 1943) emigrarono a Winnipeg.
Più di trecento opere di Mol sono esposte nel Leo Mol Sculpture Garden, un complesso inaugurato il 18 giugno 1992 da 1,2 ettari nell'Assiniboine Park di Winnipeg, che comprende una galleria e un'esposizione all'aperto. 
Mol morì il 4 luglio 2009 al St. Boniface Hospital di Winnipeg a 94 anni.